# Bhoganahalli, Challakere
Bhoganahalli là một làng thuộc tehsil Challakere, huyện Chitradurga, bang Karnataka, Ấn Độ.